# Leyka Lake
Der Leyka Lake (englisch; bulgarisch езеро Лейката esero Lejkata, deutsch ‚Gießkannensee‘) ist ein in südost-nordwestlicher Ausrichtung 180 m langer und 100 m breiter See auf dem Baba Marta Beach von Nelson Island im Archipel der Südlichen Shetlandinseln. Er liegt 600 m östlich bis südlich des Ross Point, 6,75 km westlich bis südlich des Ivan Alexander Point und 3,28 km westnordwestlich des Punta Vidaurre. Von der Bransfieldstraße trennt den 1,5 Hektar großen See ein zwischen 25 und 35 m breiter Landstreifen.
Britische Wissenschaftler kartierten ihn 1968. Die bulgarische Kommission für Antarktische Geographische Namen benannte ihn im April 2021 deskriptiv nach seiner an eine Gießkanne erinnernden Form.